# Jeandelaincourt
Jeandelaincourt ist eine französische Gemeinde mit 788 Einwohnern (Stand: 1. Januar 2022) im Département Meurthe-et-Moselle in der Region Grand Est (bis 2015 Lothringen). Die Gemeinde gehört zum Arrondissement Nancy und zum Kanton Entre Seille et Meurthe. 

## Lage
Jeandelaincourt liegt etwa 15 Kilometer nordnordöstlich von Nancy. Umgeben wird Jeandelaincourt von den Nachbargemeinden Nomeny im Norden, Létricourt im Nordosten, Chenicourt im Nordosten und Osten, Arraye-et-Han im Osten und Südosten, Moivrons im Süden, Sivry im Westen und Südwesten sowie Belleau im Westen und Nordwesten.

## Bevölkerungsentwicklung
| Jahr                       | 1962 | 1968 | 1975 | 1982 | 1990 | 1999 | 2006 | 2019 |
| Einwohner                  | 809  | 874  | 768  | 717  | 668  | 665  | 686  | 795  |
| Quellen: Cassini und INSEE |      |      |      |      |      |      |      |      |

## Sehenswürdigkeiten
- Kirche Sainte-Lucie aus dem 13./14. Jahrhundert
- Schloss Jeandelaincourt aus dem 14. Jahrhundert, umgebaut im 17. Jahrhundert

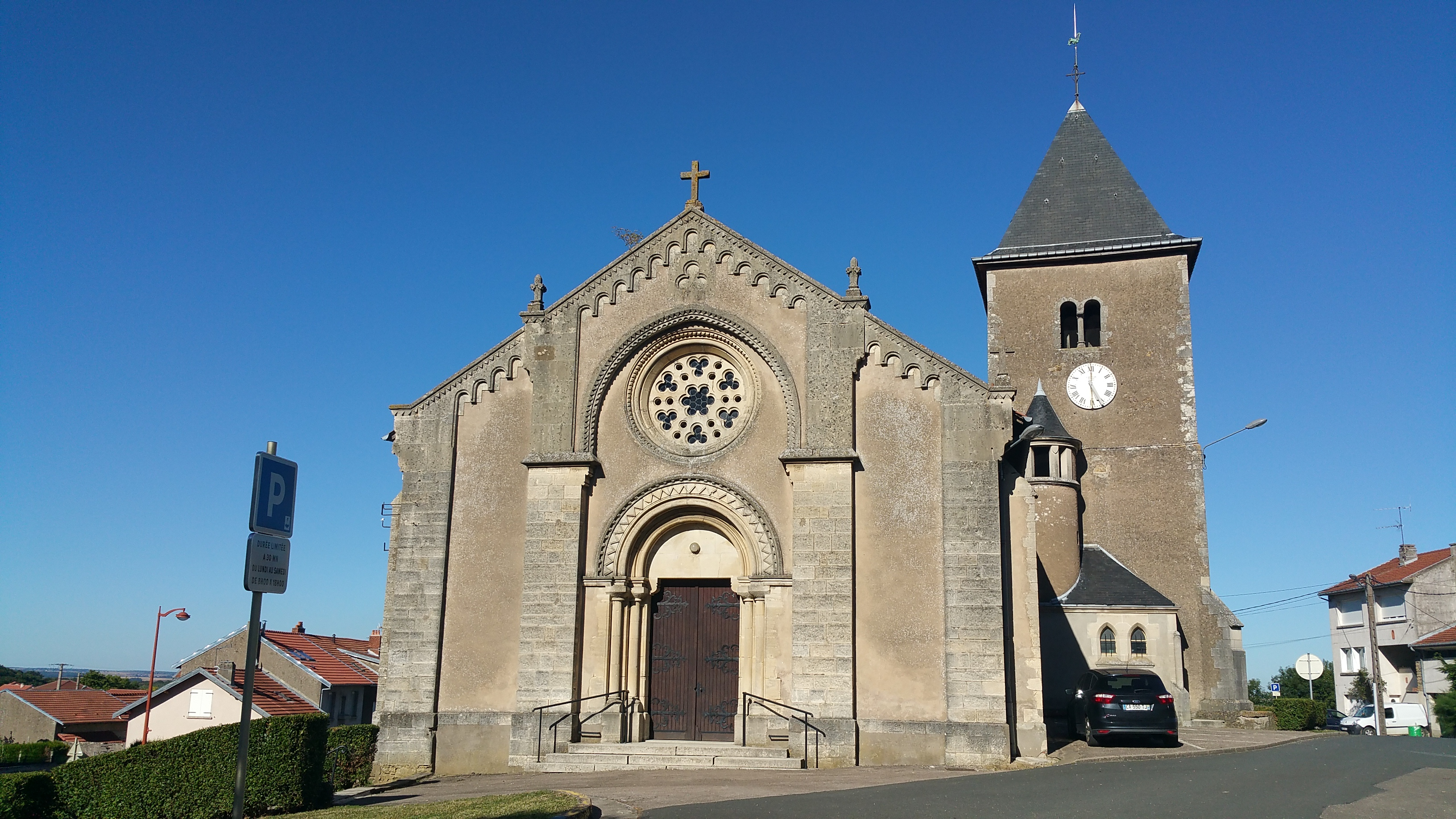
Kirche Sainte-Lucie
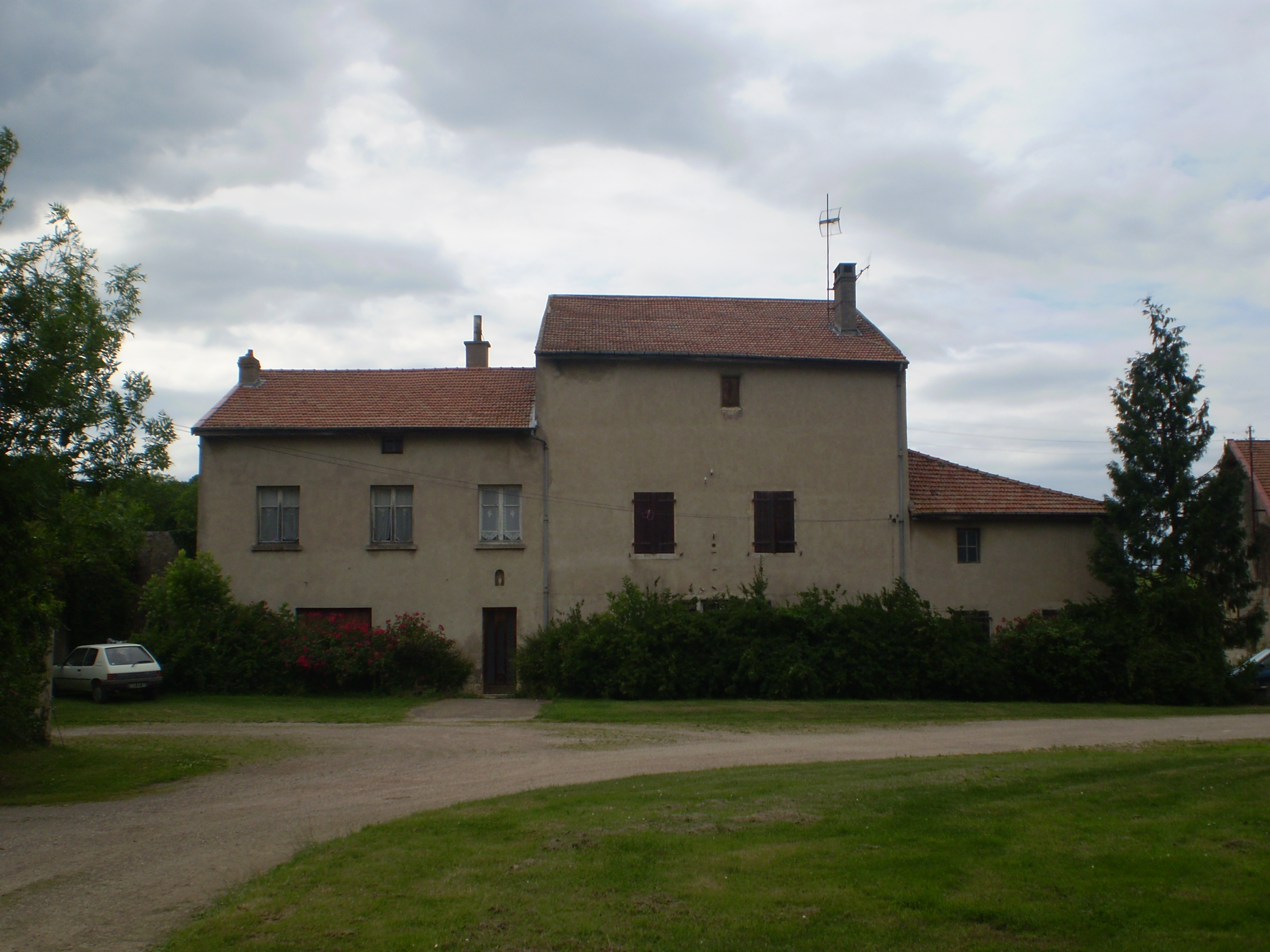
Schloss Jeandelaincourt